# 2001. szeptember 11-ei terrortámadások
A 2001. szeptember 11-ei terrortámadások (gyakori rövidítése: 9/11, ami a szeptember 11-ei dátum amerikai írásmódja; kimondva: szeptember tizenegy) az al-Káida terrorszervezet összehangolt öngyilkos merényletsorozata volt az Egyesült Államok ellen. Azon a reggelen 19 al-Káida gépeltérítő szállt fel amerikai utasszállító repülőgépekre, hogy az USA fő jelképeinek számító épületekbe vezessék bele a gépeket. A New York-i Világkereskedelmi Központ ikertornyaiba egy-egy repülőgép csapódott be, az épületek kigyulladtak, és két órán belül mindkettő összeomlott. Ezt követően több épület is az ikertornyokhoz hasonlóan összedőlt, vagy megrongálódott a környéken. A harmadik repülőgép a Pentagon Virginia állambeli arlingtoni épületébe repült. A negyedik eltérített gépet egyes feltételezések szerint a terroristák a Fehér Házba irányították volna, de az utasok visszafoglalták, azonban már nem tudták megmenteni a lezuhanástól. Ez a gép Washingtontól mindössze 15 percnyire, Pennsylvania államban, Shanksville mellett csapódott a földbe. A repülőgépek egyetlen utasa sem élte túl a támadásokat.
A terrorakció folyamán a géprablókkal együtt összesen 2996 ember vesztette életét. Az áldozatok túlnyomó többsége civil volt. Az Egyesült Államok válasza a terrorizmus elleni háború volt, melynek első eszköze Afganisztán megszállása volt. Így próbálták meg elkapni a tálibokat, akik al-Káida tagokat rejtegettek.
A Pentagonban okozott károkat egy éven belül kijavították, majd később a helyszínen megépítették a Pentagon Memorial emlékművet. A World Trade Center helyszínén a romok eltakarítását követően elkezdődtek az újjáépítések. 2006-ban fejezték be a 7 World Trade Center irodaépületét. A One World Trade Center (korábbi tervek szerint Freedom Tower) névre keresztelt épület 2014. november 3-án nyílt meg, s mintegy 541,3 méteres (1776 láb) magasságával a teljes amerikai szuperkontinens legmagasabb épülete lett. 2007 és 2012 között további három épület átadását tervezték. 2009. november 8-án adták át a 93-as járat emlékhelyét (Flight 93 National Memorial). Ez volt az első mérföldköve a tizedik évfordulóig tervezett építkezéseknek.
Csaknem tíz év hajtóvadászat után Barack Obama, az Egyesült Államok elnöke bejelentette, hogy amerikai katonák egy tűzharc során megölték Oszáma bin Ládent, a támadások kitervelőjét.

## Hírszerzési információk
Az USA Nemzeti Bizottsági vizsgálati anyaga, amely a terrortámadás körülményeivel foglalkozik, megállapította, hogy a hírszerzés a támadáshoz vezető események során sokszor zavartan, felkészületlenül és hibásan reagált. Néhány alkalommal azonban a hivatalos személyek egészen pontosan ítélték meg a helyzetet.
Kenneth Williams, az arizonai Phoenixben szolgáló FBI-ügynök 2001. július 10-én emlékeztetőt küldött az ügynökség központjába. A helyi repülőiskolába érkező közel-keleti hallgatókról számolt be. Gyanúja szerint esetleg terroristák próbálnak beszivárogni a civil repülési rendszerbe. Williams emlékeztetőjét figyelmen kívül hagyták.
Augusztus 16-án FBI-ügynökök tartóztatták le Zacharias Moussaouit egy repülőiskolában mutatott gyanús viselkedése miatt. Moussaoui csekély érdeklődést mutatott a leszállás vagy landolás megtanulása iránt. Az őt letartóztató ügynök szó szerint azt írta: olyan személyiség, aki képes bármivel belerepülni a Világkereskedelmi Központba. Az esettel foglalkozó másik FBI-ügynök arra figyelmeztetett, hogy egy óriási repülőgépet akár fegyverként is használhatnak a terroristák.
Biztonsági tisztek eligazításokat tartottak a Fehér Házban 2001 nyarán, ahol Bush elnököt arról tájékoztatták, hogy bin Láden terroristahálózata amerikai repülőgépek eltérítésével kísérletezhet, látványos támadásokra kerülhet sor, melyeket úgy terveznek, hogy tömeges áldozatokkal járjanak, és hogy az FBI tudatában van a terroristák előkészületeinek New York-i épületek lerombolására.

## A támadások

Az ábrán a repülőgépek becsapódásának iránya látható

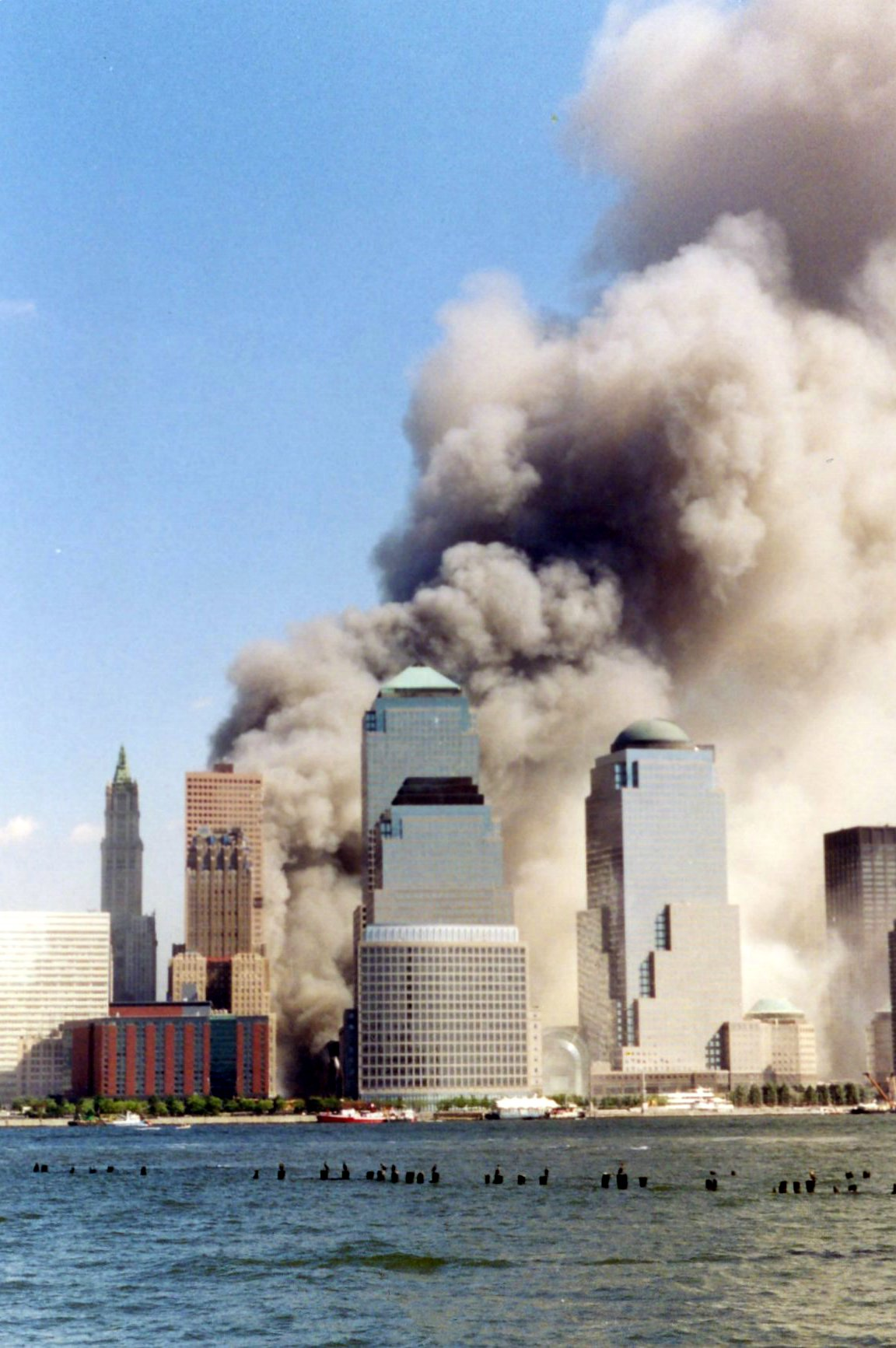
Manhattan a WTC összeomlása után

2001. szeptember 11. reggelén 19 notórius géprabló átvette az irányítást négy, Bostonból, Newarkból és Washingtonból San Franciscóba és Los Angelesbe induló repülőjáraton. 8:46-kor az American Airlines 11-es járata, amely egy Boeing 767–223ER volt, a World Trade Center északi tornyába ütközött, 9:03-kor a United Airlines 175-ös járata, egy Boeing 767–222, csapódott a déli toronyba.
Géprablók egy másik csoportja vezette az American Airlines 77-es járatát, egy Boeing 757–223-at, a Pentagon épületébe reggel 9:37-kor. A negyedik gép, a United Airlines 93-as járata, ami egy Boeing 757–222 volt, Pennsylvania államban, Shanksville közelében zuhant le 10:03-kor, miután a gép utasai visszafoglalták a repülőgépet. A támadás eredeti célpontja a Capitolium, vagy a Fehér Ház lehetett.
2002 szeptemberében Joszri Fúda dokumentumfilmjében Hálid Sajh Mohammad és Ramzi bin as-Sajba azt állította, hogy a negyedik eltérített gép nem a Fehér Ház felé, hanem a Capitolium irányába tartott. Interjújukban azt is megemlítették, hogy az al-Káida kezdetben a World Trade Center helyett atomerőművekbe vezette volna az eltérített gépeket, ám később a New York-i célpontok mellett döntöttek.
A géprablók a repülőgépekre felcsempészett szúrófegyverek segítségével ölték meg vagy tették hatástalanná a pilótákat, utaskísérőket és utasokat. Az eltérített gépekről indított telefonhívásokból tudhatjuk, hogy késeket használtak két esetben is. Néhány utasnak sikerült kapcsolatba lépnie földön tartózkodókkal a repülőgépek telefonjairól, vagy saját mobiltelefonjukról.
A 9/11 Bizottság megállapította, hogy két géprabló korábban Leatherman márkájú multifunkcionális kézi szerszámokat vásárolt. A 11-es járat egyik utaskísérője, a 175-ös járat egy utasa és a 93-as járat utasai bombákkal felszerelkezett terroristákról beszéltek, ám az utasok egyike szerint működésképtelen bombák voltak támadóiknál. A becsapódások helyszínein nem találtak robbanóanyag származékokat, így a 9/11 Bizottság a jelentésében álbombákról számolt be.
A World Trade Center épületkomplexumának három épülete szerkezeti sérüléseik miatt még a támadások napján összeomlott. A déli toronyban (2 WTC) a 175-ös járat becsapódását követően nagyméretű tűz keletkezett, melynek következtében 56 perccel később (megközelítőleg 9:59-kor) az épület összeomlott. Az északi torony (1 WTC) 102 perccel a támadás után, kb. 10:28-kor dőlt össze. Az északi torony megsemmisülésekor törmelékdarabok tüzet okoztak a hetes épületben (7 WTC). A több órán át tartó tüzek súlyos károkat okoztak az épület főbb szerkezeti elemeiben, majd a tűztől meggyengült vázú épület 17:20 és 17:21 között összedőlt. A tornyok összedőlését követően óriási porfelhő borította be Manhattan utcáit, amely akkora volt, hogy még a tűz füstjével egyetemben az űrből is észlelték a Nemzetközi Űrállomáson.
Az egész Egyesült Államokban a támadások zavart keltettek a légiirányítóknál. Az USA egész területén háromnapos, civil légi járművekre vonatkozó repülési tilalmat vezettek be. A már levegőben tartózkodó gépeket visszafordították, Kanadába vagy Mexikóba irányították.

### Áldozatok

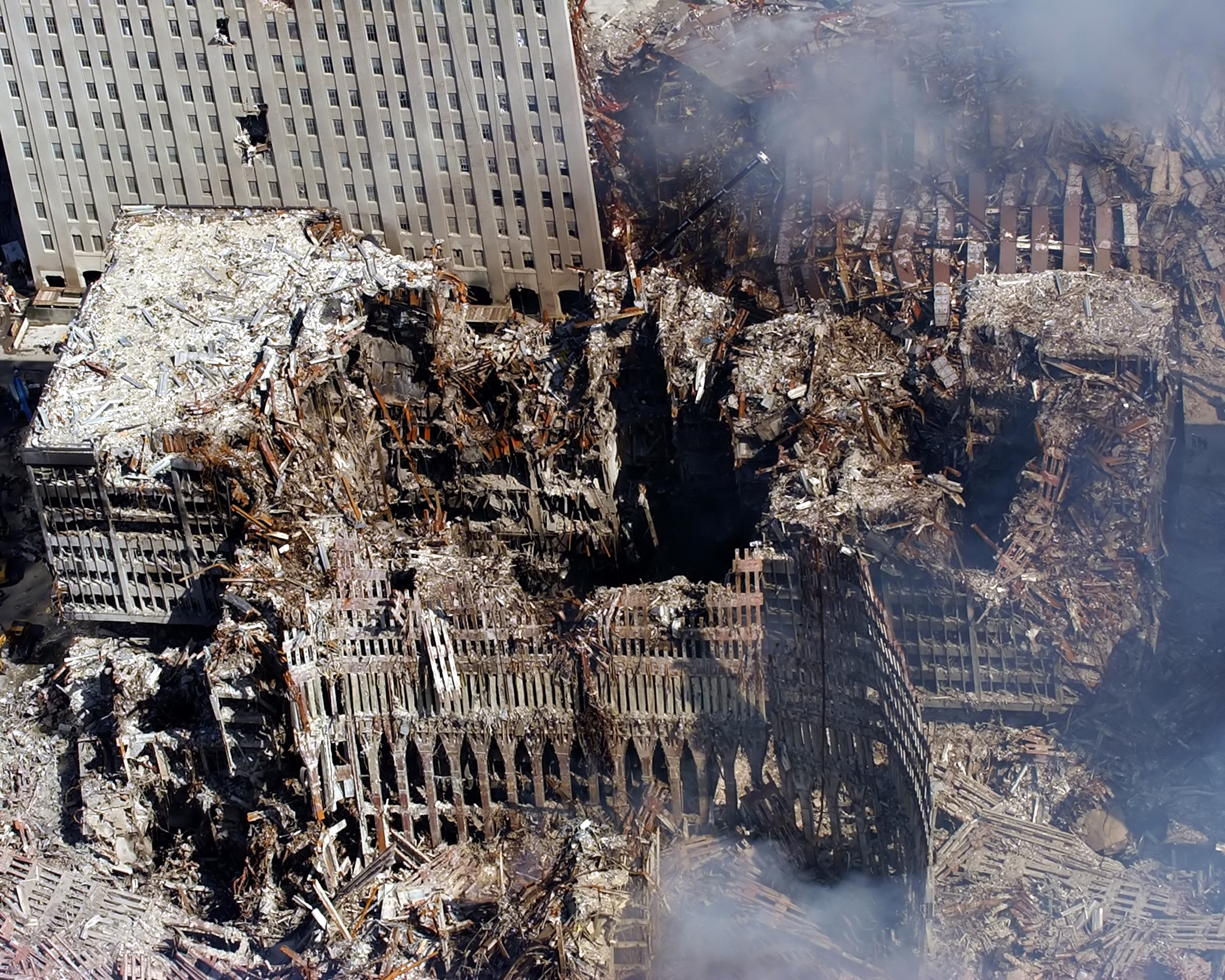
A WTC parázsló romjai 6 nappal a támadások után

A támadásoknak összesen 2996 ember esett áldozatul (2977 áldozat, 19 géprabló). Az áldozatokból 246 a négy repülőgép egyikén (egyetlen túlélője sem volt az eltérített gépeknek), 2605 New Yorkban a tornyokban vagy a tornyok közvetlen közelében, 125 pedig a Pentagon épületénél vesztette életét. Valamennyi áldozat civil volt, kivéve 55 katonát, akik a Pentagont érő támadásban lelték halálukat.
Több mint 90 ország állampolgárait érintették a World Trade Centert érő terrorakciók 2007-ben a New York-i egészségvizsgáló hivatal a szeptember 11-ei terrortámadások halálos áldozataihoz adta Felicia Dunn-Jones-t. Dunn-Jones öt hónappal a terrorcselekmények után halt meg tüdőbetegségben, melyet a WTC összeomlása után keletkezett por okozott. Leon Heywardot, aki 2008-ban limfómában hunyt el, 2009-ben adták hozzá a hivatalos áldozatlistához.
Az NIST becslése szerint 17 400 civil tartózkodott a World Trade Center épületeiben a támadások alatt, míg a kikötői hatóság szerint általánosan 14 154 ember tartózkodott az ikertornyokban 8:45-kor. Az emberek túlnyomó többségét sikeresen evakuálták, köztük a 18 civillel, akik a becsapódási zónában tartózkodtak és a déli torony lépcsőházát használták menekülésükkor. Az északi toronyban legalább 1366-an lelték halálukat, akik az ütközési területen, vagy afelett tartózkodtak, a déliben (ahol az evakuálás már az első becsapódást követően megkezdték) legalább 618-an – ez az ott dolgozók és látogatók 90%-át jelentette.
A bizottsági jelentés szerint emberek százai lelték halálukat a gépek toronyba ütközését követő pillanatokban, a többi áldozat csapdába esett a füstölő tornyokban, majd azok összeomlásakor haltak meg. Nem kevesebb mint 200-an ugrottak ki az égő épületekből a biztos halálba. A tornyokban dolgozók közül néhányan a tetőre mentek helikopteres mentés reményében, de a tetőre vezető ajtók mind zárva voltak. Egyetlen terv sem készült helikopteres mentésről, és szeptember 11-én a sűrű füst, valamint a nagy hő is nehezítette volna a légi mentést.
Összesen 411, mentésben segítő halt meg tűzoltás vagy az evakuálás során. A New York-i tűzoltóság (FDNY) 343 tűzoltót, a rendőrség (NYPD) 23 rendőrt, a parti őrség 37 alkalmazottját, és 8 további EMT-t veszített el a támadásokban.
A Cantor Fitzgerald L.P. befektetési bank, melynek központja a 1 WTC 101. és 105. szintje között volt, 658 alkalmazottját veszítette el – ez jelentősen több minden eddigi veszteségnél a történelemben. A Marsh & McLennan Companies-t, mely rögtön a Cantor Fitzgerald alatt, a 93. és a 101. emeleteken (a 11-es járat becsapódásának helyén) működött, 355 halálos áldozattal sújtotta a terrorakció. Itt volt a székhelye az Aon Corporationnek is, melynek 175 dolgozója halt meg. New York után New Jersey volt a legtöbb áldozattal sújtott állam, Hoboken városával.
Hetekkel a támadások után 6000-re becsülték az áldozatok számát. A hatóságok mindössze 1600 holttestet tudtak azonosítani az ikertornyok romjainál. Az egészségvizsgáló hivatal összegyűjtött kb. 10 ezer azonosíthatatlan csontot és szövetdarabot, melyeket nem tudtak az eltűntekkel azonosítani. Csontszilánkokat találtak 2006-ban munkások, akik a Deutsche Bank Buildinget készültek lerombolni. A bontási művelet 2007-ben ért véget. 2010. április 2-án archeológus és régész kutatók kezdtek kutatni emberi maradványok, szerszámok és személyes tárgyak után a Fresh Kills Landfillen Staten Islanden. Május 23-ig 48 csontdarabot találtak és azonosítottak emberi maradványként.

### Károk

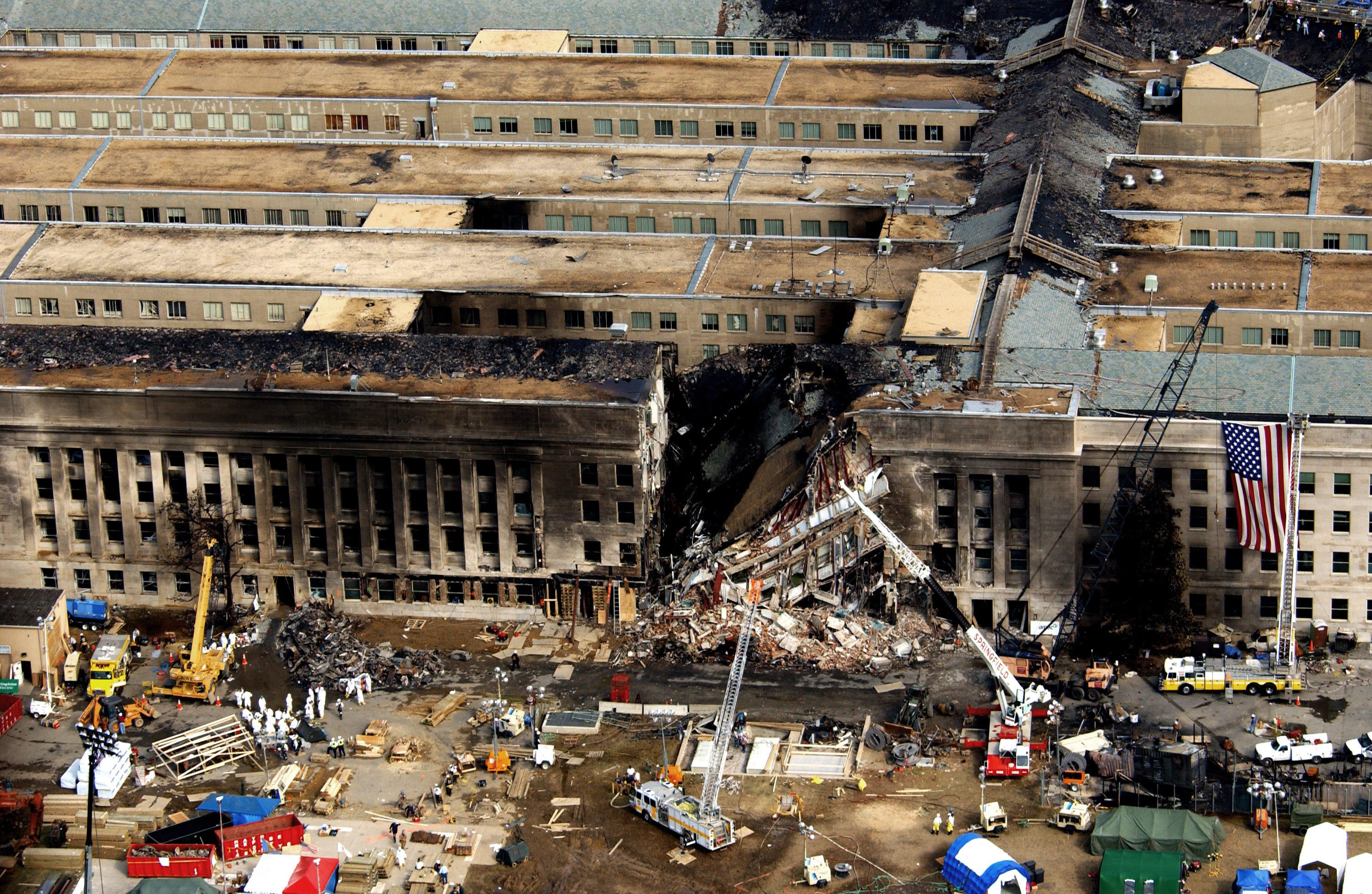
A Pentagonban tűz pusztított és részben össze is dőlt

Az ikertornyok 110 emelete mellett számos más épület is megsemmisült vagy súlyosan megrongálódott a World Trade Center közelében, ezek a következők: 7 World Trade Center, 6 World Trade Center, 5 World Trade Center, 4 World Trade Center, a Marriott World Trade Center (3 WTC), a World Financial Center épületegyüttese és a Szent Miklós ortodox templom. A tornyok kártyavárszerű összeomlása volt az egyetlen példa eddig acélszerkezetű épület teljes megsemmisülésére.
A Deutsche Bank Buildinget később lakhatatlannak ítélték. A West Broadway-n található Borough of Manhattan Community College Fiterman Hallját is lebontásra ítélték súlyos sérülései miatt. Más szomszédos épületek is jelentős károkat szenvedtek a támadásokban, ezeket azóta kijavították. A World Financial Center épületei, a One Liberty Plaza, a Millenium Hilton és a 90 Church Street kisebb mértékben sérültek, ezek restaurációja is megtörtént már. Távközlési felszerelések (rádió és televízió antennatornyok), melyek az északi torony tetején voltak, szintén megsemmisültek. Arlington megyében a Pentagonban a tűz miatt az épület egy kisebb része összedőlt.

### A mentés és helyreállítás

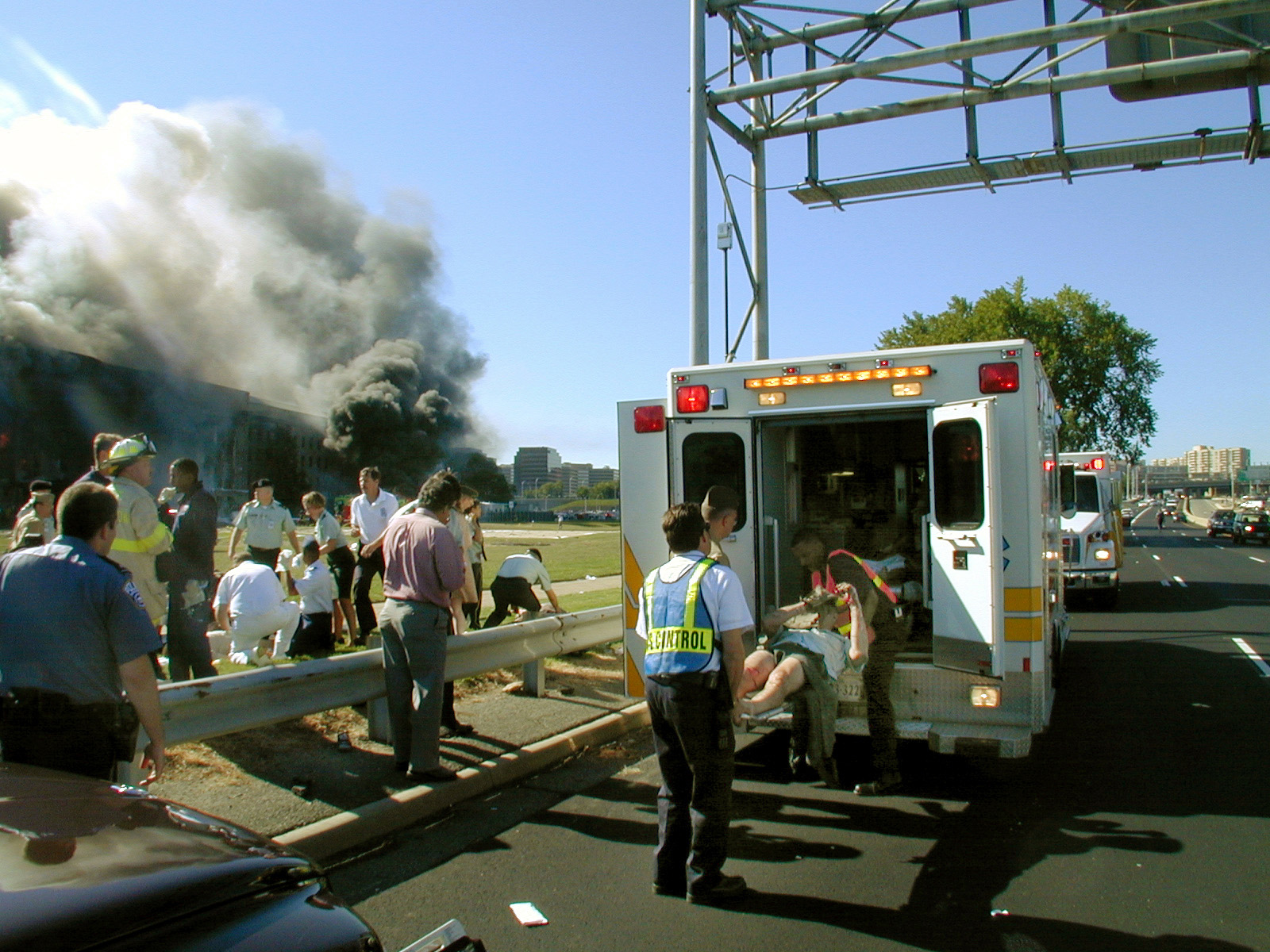
A Pentagon evakuálása után egy sérült férfit ápolnak

A New York-i tűzoltóság 200 egységet vezényelt a romokhoz, akiknek munkáját számos szolgálaton kívüli tűzoltó és katasztrófavédelmi szakember segítette. A rendőrség vészhelyzetet kezelő alakulatokat és más rendőrségi alkalmazottakat, beleértve légi egységeket is a helyszínre vezényelt.
Ahogy a körülmények rosszabbra fordultak, a rendőrségi helikopterek jelentették az épület súlyos állapotát parancsnokuknak, akik evakuálták rendőreiket a tornyokból, így a legtöbb rendőr biztonságban el tudta hagyni az épületeket.
Az első torony összeomlását követően a tűzoltóság parancsnokai az épület elhagyására szólították fel tűzoltóikat, ám a rádiós rendszerük meghibásodása miatt több tűzoltó nem is hallhatta az irányítóktól érkező utasításokat. A terrorakciót követő órákban megkezdődött a tényleges keresési és mentési akció. Hónapokig tartó munkálatok után 2002 májusára befejeződött a Ground Zero megtisztítása.

## A támadók
A támadást követően pár órával az FBI meg tudta nevezni a terroristákat, néhány esetben azok személyes ismertetőjegyeit is. Az egyiptomi Mohamed Atta volt a géprablók vezetője és a pilóták egyike. Atta társaival együtt meghalt, de poggyásza, mely nem került fel a gépre, felfedte a terroristák személyazonosságát, és más terveket, részleteket és támadásuk hátterét is. A támadások napján a Nemzetbiztonsági Hivatal és német nyomozóirodák Oszáma bin Ládennek szóló üzeneteket hallgattak le.
A jelentéseket Donald Rumsfeld figyelmen kívül hagyta, majd még aznap délután utasítást adott a Pentagonnak egy Irak elleni támadás megtervezésére.
2001. szeptember 21-én az FBI nyilvánosságra hozta a géprablók fényképeit és számos információt lehetséges álneveikről és nemzetiségükről. A terroristák közül 15 Szaúd-Arábiából, 2 az Egyesült Arab Emírségekből, 1 Egyiptomból és egy Libanonból származott.

A George Washington University egy filozófiaprofesszora és korábbi CIA ügynök, Jerrold Post szerint a támadók műveltek, vallásukat illetően teljesen eltökéltek voltak.
A terrortámadásokat vizsgálók egyike volt az FBI is, melynek PENTTBOM kódnevű vizsgálata volt az iroda legnagyobb, legösszetettebb nyomozása, melyben több mint 7000 különleges ügynök működött közre. Az Egyesült Államok kormánya az FBI segítségével állapította meg, hogy a bin Láden által vezetett al-Káida felelős a támadásokért. Az Egyesült Királyság kormánya is hasonló következtetéseket vont le az al-Káida és Oszáma bin Láden bűnösségét illetően.

### Al-Káida
Az al-Káida története a Szovjetunió afganisztáni háborújáig, 1979-ig vezethető vissza. Az invázió után nem sokkal Oszáma bin Láden Afganisztánba utazott, hogy segédkezzen az arab mudzsáhid megszervezésében és a Maktab al-Hadamát (MAK) megalapításában. A Szovjetunióval való háborúskodás alatt. Az amerikai Központi Hírszerző Ügynökség (CIA) és a szaúdi hírszerzés több milliárd dollár értékben juttatott fegyvereket az afgán mudzsáhid ellenállásnak, melyek a pakisztáni hírszerzésen, az ISI-n keresztül jutottak el Afganisztánba, amelynek egy része az arab önkéntesekhez vándorolt. Azonban soha nem állapították meg, hogy az Egyesült Államok közvetlenül segített volna bin Ládennek vagy bármelyik társának. 1989-ben a szovjetek kivonulásával a MAK a dzsihádban a muszlimokat elnyomó országok ellen harcoló szervezetté alakult át. Ajman az-Zaváhiri vezetése alatt bin Láden még radikálisabbá vált. 1996-ban bin Láden megjelentette első fetváját, melyben felszólította az amerikai katonákat Szaúd-Arábia elhagyására.
Az 1998-ban kiadott második fetvájában bin Láden körvonalazta ellenvetéseit az USA izraeli külpolitikáját, valamint az Egyesült Államok öbölháborút követő szaúdi katonai jelenlétét illetően. Bin Láden muszlim szövegeket használt, ezzel buzdítva embereit amerikai katonák és állampolgárok elleni erőszakos akciókra.

### A támadások kitervelése
A szeptember 11-ei terrortámadás ötletét 1996-ban Khalid Sheikh Mohammed vetette fel Oszáma bin Ládennek. Ekkor helyezte át székhelyét bin Láden és az al-Káida Szudánból Afganisztánba. Az 1998-as afrikai nagykövetség robbantás és bin Láden 1998-as fetvája fordulópontot jelentett az Egyesült Államok megtámadását illetően. 1998 decemberében a Központi Hírszerzési Hivatal terrorista-elhárító központja jelentette az elnöknek, hogy az al-Káida az Egyesült Államok elleni támadásokra készül, többek között terroristák kiképzésével repülőgépek eltérítésére.
1998 végén, vagy 1999 elején bin Láden engedélyt adott Mohammednek a támadás megszervezésére. 1999 tavaszán Hálid Sajh Mohammad, Oszáma bin Láden és helyettese, Muhammad Átef számos alkalommal találkozott. Mohammed felajánlotta segítségét a támadáshoz, többek között a célpontok kiválasztását, valamint a géprablók kiindulási pontjukba való utaztatását is. Bin Láden elutasította Mohammed segítségét, visszautasítva számos potenciális célpontot, mint a U.S. Bank Tower Los Angeles-i épületét, mert véleménye szerint nem volt elegendő idejük egy ekkora művelet megtervezésére.
Bin Láden vállalta a vezető szerepet a támadások lebonyolításában, annak anyagi támogatásában, sőt részt vett a támadók kiválasztásában is. Bin Láden első választottja két tapasztalt Bosznia-Hercegovinában harcoló dzsihádista (El-Mudžahid), Naváf al-Házmi és Hálid al-Mihdár volt. Házmi és Mihdár a malajziai al-Kádia találkozó után 2000 január közepén érkeztek az Egyesült Államokba. 2000 tavaszán mindketten repülőórákat vettek a Kalifornia állambeli San Diegóban, ám egyikük sem beszélt jól angolul, valójában csak megfélemlítésre tudták őket használni a támadások során.
1999 végén arabok egy csoportja – többek között Mohamed Atta, Marván as-Sehhi, Háni Handzsúr és Ramzi bin as-Sajba – Afganisztánba érkeztek Hamburgból. Bin Láden őket választotta, mert műveltek voltak, beszéltek angolul és éltek már nyugaton. Az al-Káida újabb toborzásba kezdett, melynek során különleges képességekkel rendelkezőket kerestek; így választották ki Hani Handzsúrt is, aki már rendelkezett pilótajogosítvánnyal.
Handzsúr 2000. december 8-án csatlakozott Házmihoz San Diegóban. Nem sokkal később Arizonába utaztak, ahol Handzsúr újabb repülőleckéket vett. Május végén Marván as-Sehhi, június 3-án Atta és június 27-én Dzsarráh csatlakozott társaihoz. Bin as-Sajba többször próbált vízumot szerezni, hogy beléphessen az Egyesült Államok területére, ám mivel korábban a megengedettnél tovább maradt az USA-ban, illegális bevándorlóként tartották számon. Bin as-Sajba Hamburgban maradt, biztosítva a kapcsolatot Atta és Hálid Sajh Mohammad között. A három hamburgi terroristacsoport-tag Dél-Floridában vett pilótaleckéket.
2001 tavaszán a többi géprabló is megérkezett az Egyesült Államokba. 2001 júliusában Atta Spanyolországban találkozott bin as-Sajbával, ahol egyeztették a támadások részleteit és a végső célpontokat.

### Oszáma bin Láden

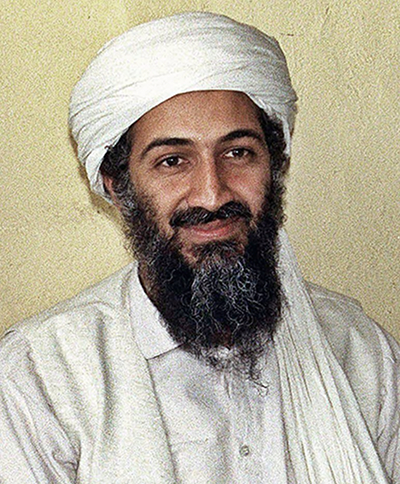
Bin Laden 1997–1998 körül

Nyomozók szerint Oszáma bin Láden az Egyesült Államok elleni szent háborúra szóló felhívása, fetvái és számos ezekhez hasonló, 1998-ban megjelent, amerikai civilek meggyilkolására felszólító üzenetei lehettek a szeptember 11-ei támadások hátterében.
Bin Láden eleinte visszautasította, majd később megerősítette szerepét az incidensben. 2001. szeptember 16-án a katari al-Dzsazíra televízióban a következőt nyilatkozta: „Nyomatékosítom, hogy nem én terveltem ki ezt a támadást, véleményem szerint egyéni elkövetők szervezték meg és hajtották végre a szeptember 11-i terrorcselekedeteket.” Bin Láden cáfolatát valamennyi országban leadták a televíziócsatornák.
2001 novemberében amerikai katonák az afganisztáni Jalakabadban egy lerombolt házban egy videót találtak, melyen Oszáma bin Láden beszél Khaled al-Harbinak arról, hogy ő már előre tudott a támadásokról. Ezt a felvételt 2001. december 13-tól számos hírcsatorna bemutatta, bin Láden szokatlanul eltorzult külsejét és megjelenését a videó sérülésével magyarázták. Azt, hogy bin Láden tisztában volt az akció kitervelésével, csak egy 2002 szeptemberében, Joszri Fúda által készített dokumentumfilmben elhangzott interjúból tudhatta meg a világ. Az interjúban Hálid Sajh Mohammad és Ramzi bin as-Sajba azt mondták, hogy az „amerikai vértanúi művelet” kitervelője az al-Káida haditanácsa volt 1999-ben; Atta a dátum kiválasztása után (2001. szeptember 11. – 9/11/01) informálta bin as-Sajbát 2001. augusztus 29-én. Bin Láden csak szeptember 6-án szerzett tudomást a támadás végleges időpontjáról.
2001. december 27-én egy újabb bin Láden videó került elő, melyben így nyilatkozott: „Az Amerika-ellenes terrorizmus kiérdemelte a dicséretet, hiszen jó válasznak bizonyult az amerikai elnyomásra, igazságtalanságra, kényszerítve ezzel Amerikát arra, hogy hagyjon fel Izrael támogatásával, mely megöli embereinket.”
Nem sokkal a 2004-es amerikai elnökválasztás előtt egy videóban bin Láden nyilvánosságra hozta, hogy az al-Káida vállalja a felelősséget az Egyesült Államokban történt terrortámadásokért, a támadásokban játszott saját szerepét is részletezte, valamint hozzátette, hogy a terrorakciókat azért hajtották végre, mert „szabadok vagyunk… és újra szabad nemzetet szeretnénk. Ha aláaknázod a mi biztonságunkat, mi is aláaknázzuk a tiédet.” Oszáma bin Láden bevallotta, hogy ő személyesen utasította követőit a Világkereskedelmi Központ megtámadására. Ugyanebben a felvételben hallható: „Megállapodtunk a főparancsnokkal, Mohamed Attával; Allah kegyelmébe fogadta, és valamennyi műveletnek 20 percen belül végbe kell menniük, mielőtt még Bush és az államapparátus reagálni tudna az eseményekre.” 2006 szeptemberében az al-Dzsazíra hozzájutott egy másik videóhoz, melyen Oszáma bin Láden látható Ramzi bin as-Sajbával, valamint két géprabló, előkészületeik közben.
2011. május 1-jén az Egyesült Államok elnöke, Barack Obama bejelentette, hogy a pakisztáni Abbottabadban egy tűzharc során Oszáma bin Láden életét vesztette. Az elnök bejelentését országszerte ünneplés követte.

### Hálid Sajh Mohammad

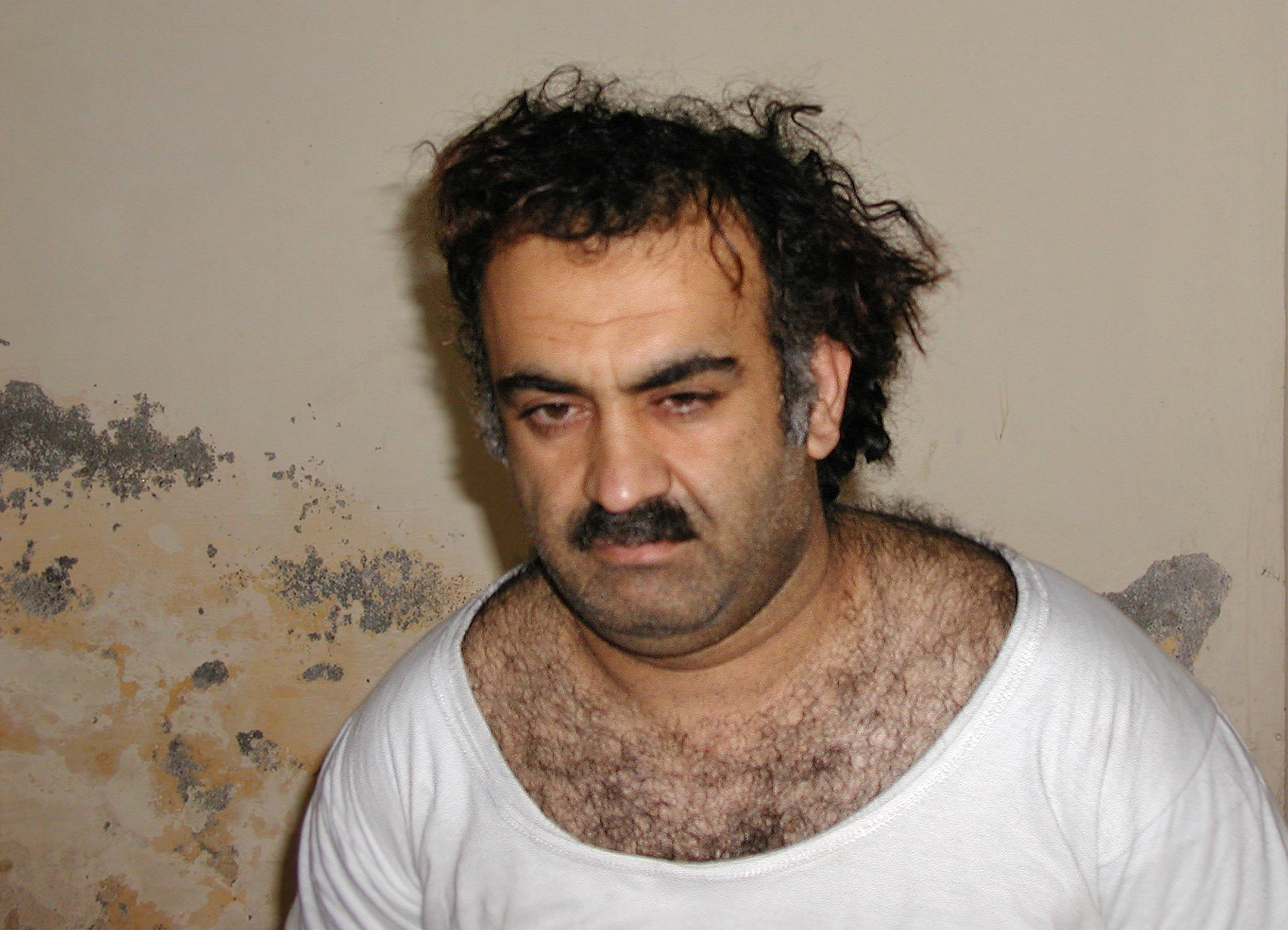
Hálid Sajh Mohammad pakisztáni elfogása után

Az arab televíziócsatorna, az Al-Dzsazíra riporterének, Joszri Foudának Hálid Sajh Mohammaddel készített 2002 szeptemberi interjújából kiderül, hogy ő maga Ramzi bin as-Sajbával részt vett a „Keddi szent hadműveletben”. A 9/11 Bizottság jelentésében olvasható, hogy Hálid Sajh Mohammadnak az Egyesült Államokkal szemben érzett ellenszenve és rosszindulata lehetett a fő oka a szeptember 11-ei terrortámadásoknak, mely nem tanulmányainak köszönhető, hanem inkább az USA és Izrael közös külpolitikájának.
Mohamed Atta osztotta Mohammad véleményét, ugyanaz motiválta mindkettejüket. Ralph Bodenstein, Atta korábbi osztálytársa így nyilatkozott róla: „az ember, aki a legnagyobb gyűlölettel gondol az USA Izraelt védő külpolitikájára.” Abd al-Azíz al-Omari, az American Airlines 11-es járatának egyik géprablója, Muhammad Attával ezt mondta: „Az én munkám egy üzenet a hitetleneknek, hogy hagyják el az Arab-félszigetet és hagyjanak fel a gyáva zsidók támogatásával Palesztinában.”
Hálid Sajh Mohammad volt az elvi és anyagi támogatója az 1993-as robbantásnak is a World Trade Centerben. Mohammad Ramzi Júszufnak, a robbantás vezetőjének nagybátyja.
Hálid Sajh Mohammadot 2003. március 1-jén a pakisztáni Rawalpindiben tartóztatta le a CIA és pakisztáni ügynökök; jelenleg a Guantánamói-öbölben Guantanamo Bay-en tartják fogva. 2007 márciusában a tárgyalások során – melyet széles körben kritizáltak ügyvédek és emberjogi aktivisták, hogy az csak egy áltárgyalás – Mohammad ismételten bevallotta felelősségét a támadásokért: „A-tól Z-ig én voltam a felelős a szeptember 11-ei akciókért.” Ezt a beismerő vallomást Mohammad a megkínzása után tette. 2009 novemberében Eric Holder ügyvéd tábornok bejelentette, hogy Mohammadot és négy feltételezhető társát elszállítják a kubai Guantánamóról New Yorkba, és civil bíróság előtt fognak felelni tetteikért, ám dátumot nem adtak meg. Holder hozzátette, hogy mindegyik vádlott teljesen törvényes keretek között áll a bíróság elé, valamint azt is, hogy tárgyalásaik nyitottak lesznek a közönség és a világ számára.

### Más al-Káida tagok
A Hálid Sajh Mohammad tanúvallomásának helyettesítése miatt bíróság elé állított Zacarias Moussaoui vallomását követően öt férfit azonosítottak, mert a vallomás szerint tisztában voltak a szeptember 11-ei terrortámadások részleteivel. Ők Oszáma bin Láden, Hálid Sajh Mohammad, Ramzi bin as-Sajba, Abu Turáb al-Urdunni és Muhammad Átef. Közülük csak bin Ládent nem vádolták meg.
2005. szeptember 26-án a spanyol bíróságon Baltasar Garzón bíró 27 évi letöltendő börtönbüntetésre ítélte Abu d-Dahdáht a szeptember 11-ei terrortámadásokban való részvételéért és az al-Káida nevű terroristaszervezetben való közreműködéséért. Dahdáh tárgyalásával egy időben további 17 al-Káida-tagot ítéltek 6 és 11 év közötti börtönbüntetésre. 2006. február 16-án a spanyol legfelsőbb bíróság csökkentette Abu d-Dahdáh büntetését 12 év letöltendő börtönbüntetésre, mert nem volt bizonyított részvétele a szeptember 11-ei terrortámadásokban.

### A támadások motivációja
A támadások motivációjának számít az Egyesült Államok szaúd-arábiai katonai jelenléte, Izrael katonai segítése, és az Irak elleni szankciók is. Jelen indokokat az al-Káida fogalmazta meg a támadások előtti kiáltványaiban, beleértve bin Láden 1996-os, valamint 1998-as rövidebb fetváját. A terrorakciók után bin Láden és az-Zaváhiri közzétett néhány videó- és hangfelvételt, melyekben a fent említett okokat ismételték a támadások fő motivációjaként. Két különösen fontos publikációja volt bin Ládennek, melyekkel ösztönözte híveit: 2002-es levele az Egyesült Államoknak, és a 2004-ben rögzített videófelvétele. Bin Láden és az al-Káida korábban tett kijelentésein felül számos elemző politikai okokat is említ a támadások okaiként.
Hasonló oknak tartják az Egyesült Államok öbölháborút követő katonai jelenlétét Szaúd-Arábiában, a robbantást a Khobar tornyoknál, valamint az 1998. augusztus 7-ei amerikai nagykövetség elleni merényletet is, melynek időpontja pontosan nyolc évvel az USA hadseregének Szaúd-Arábiába küldését követően történt. Bin Láden tolmácsolta Mohamed próféta azon tanítását, mely tiltja a „hitetlenek arab területen való tartózkodását”. 1996-ban a terroristavezér megjelentette első fetváját, melyben felszólította az USA hadseregét Szaúd-Arábia elhagyására. Az 1998-as fetvában az al-Káida ezt írja: „Az Egyesült Államok több mint hét éve megszállta az iszlám szent földjét, az Arab-félszigetet, kifosztja vagyonából, saját szabályai szerint kormányozza azt, megalázza az ottani embereket, terrorizálja szomszédait és katonai bázisává alakítja a félszigetet, hogy háborúzhasson a környező muzulmán népekkel.” 1999 decemberében Rahímulláh Júszufzaj interjújában azt mondta, bin Láden szerint az amerikaiak túl közel voltak Mekkához, ezt az arab világ felé provokációként értelmezte.
Amerikának írt 2002. novemberi levelében bin Láden Izrael amerikai támogatását írta le motivációként: „Izrael létrehozása és támogatása az emberiség legnagyobb bűncselekménye, ti vagytok ennek a bűnténynek az elkövetői, és természetesen nincs szükség indokolni és bizonyítani segítségeteket Izraelnek. Izrael megteremtése egy bűn, melyet el kell törölni. Mindenkinek, akinek a keze Izrael támogatásától szennyeződött, meg kell fizetnie ennek a bűnnek az árát, méghozzá busásan.” 2004-ben és 2010-ben bin Láden újra ismételte a szeptember 11-ei terrorcselekmények és az USA Izraelt való támogatása közötti kapcsolatot.

## Következmények

### Azonnali következmények
A szeptember 11-ei terrortámadásoknak közvetlen és elsöprő hatásai voltak az amerikai emberekre. Több rendőr és mentőszolgálat is New York Citybe sietett a támadások után, hogy túlélőket keressen az ikertornyok romjai között. Szeptember 11-e után véradományok érkeztek az Egyesült Államok egész területéről.
A történelem során először a légiközlekedés biztonságáért felelős szervezet (SCATANA) repülési tilalmat vezetett be, mely lezárta a légteret az Egyesült Államokban, Kanadában és más országokban a nem segélyszállító gépek számára. A Szövetségi Repülési Igazgatóság (FAA) lezárta az államok légterét a nemzetközi járatok számára, ezzel kb. 500 járatot fordítottak vissza, vagy irányítottak át más országokba. Kanada 226 ilyet fogadott és elindította a Sárga szalag műveletet, hogy megbirkózhassanak a nagy számú földre kényszerített géppel és a nehéz helyzetbe került utasokkal.

### Katonai műveletek a támadások után

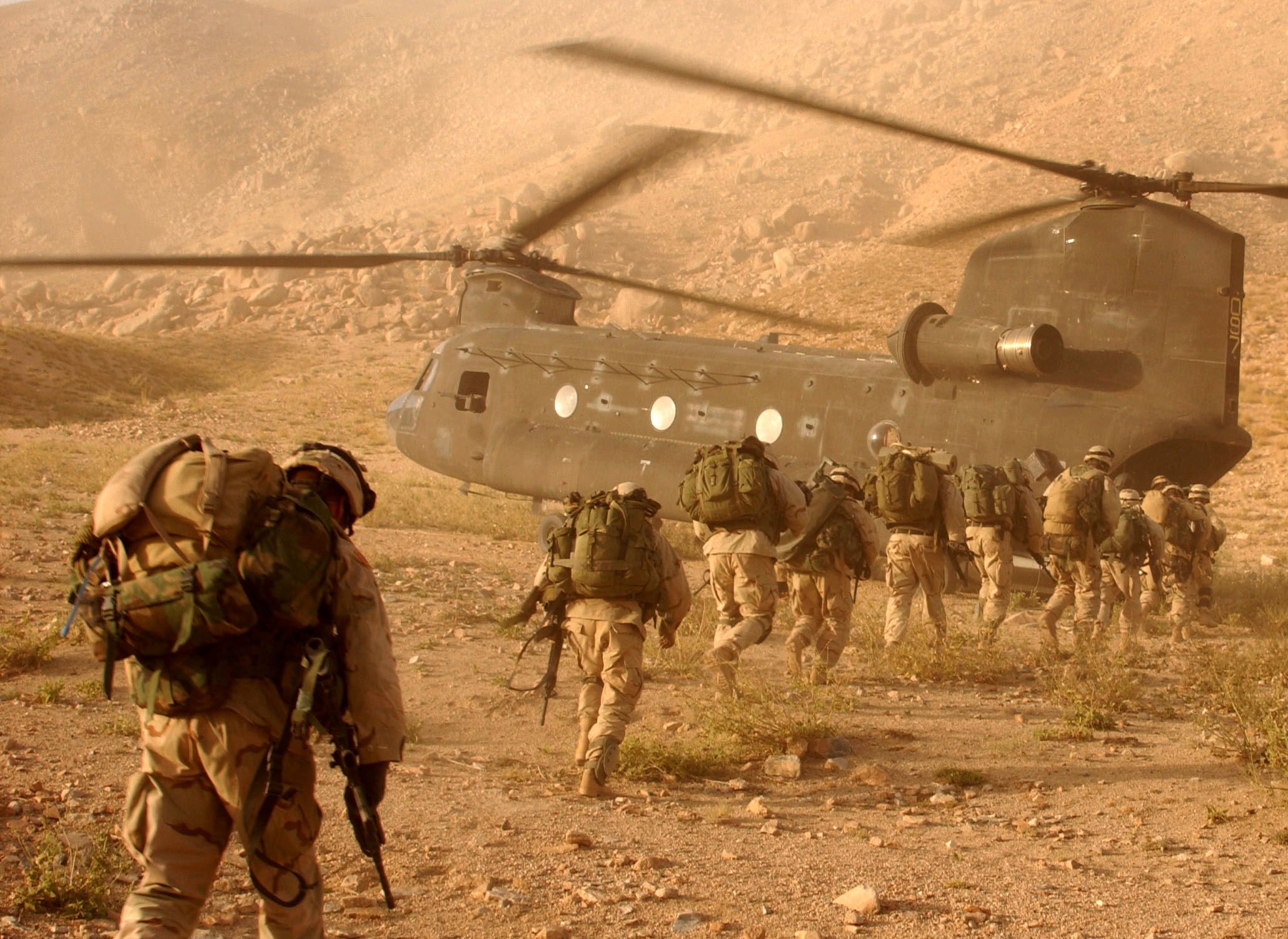
Amerikai katonák Afganisztánban

A NATO tanácsa kijelentette, hogy az Amerikát ért támadás az összes NATO tagállamot érinti, ezzel utalva a hidegháború során az 1980-as évek közepén írt ötödik cikkelyre (mely kijelentette, ha az egyik tagállamot támadás éri, a többi államnak segítséget kell nyújtania, valamint egy esetleges ellentámadás során támogatnia kell a hadműveleteket).
John Howard ausztrál miniszterelnök beiktatta az ANZUS-paktum negyedik cikkelyét. George W. Bush meghirdette a terrorizmus elleni háborút, melyben több célt is megjelölt, ezek között a legfontosabbak bin Láden és az al-Káida törvény elé állítása, ezzel megelőzve számos más terrorszervezet fejlődését.
2001. október 7-én amerikai és brit erők részvételével megkezdődött az afganisztáni háború tálib és al-Káida táborok bombázásával, majd később földi egységekkel Afganisztán megszállásával folytatódott. A tálib rezsim megdöntésével egy, az USA által vezetett koalíció jött létre, mely a második legnagyobb művelet a terrorizmus ellen Amerika határain kívül. A Fülöp-szigetek és Indonézia több más nemzettel együtt növelték katonai készenlétüket, hiszen belső konfliktusuk volt az iszlám terroristákkal.

### Belföldi reakciók
A támadásokat követően Bush elnök népszerűsége 90%-ra nőtt. 2001. szeptember 20-án a Kongresszus ülésén összefoglalta az azt megelőző 9 nap eseményeit, kitérve a mentési-, és helyreállítási munkákra, valamint az esetleges későbbi reakciókra.
Számos segélyszervezet azonnali pénzügyi segítséget ajánlott fel az áldozatok hozzátartozóinak, valamint a túlélőknek. A 2003. szeptember 11-ei határidőig 2833 kártérítési kérelmet nyújtottak be.
Az Egyesült Államok történetének egyik legnagyobb átszervezése következett, mikor törvénybe iktatták a Homeland Security Actet (vészmenetrend nukleáris támadás, vagy egyéb katasztrófák esetére), mellyel egy időben a Department of Homeland Security (belbiztonsági szervezet) felállítása is megtörtént. A Kongresszus a USA PATRIOT Actet is ekkor fogadta el, melynek célja a jövőbeli terrorcselekmények megelőzése és kivédése. Civil csoportok kritizálták a PATRIOT Actet, azt állítva, hogy a rendelet lehetőséget ad a rendfenntartó szerveknek az állampolgárok magánéletébe való beférkőzésre.

### Emlékezet
2002. szeptember 12-én avatták fel az Arlingtoni Nemzeti Temetőben azt az ötoldalú (pentagonális) gránittömböt, amely a Pentagon épületében és az American Airlines 77-es járatának fedélzetén elhunytak előtt tiszteleg.

### Videók

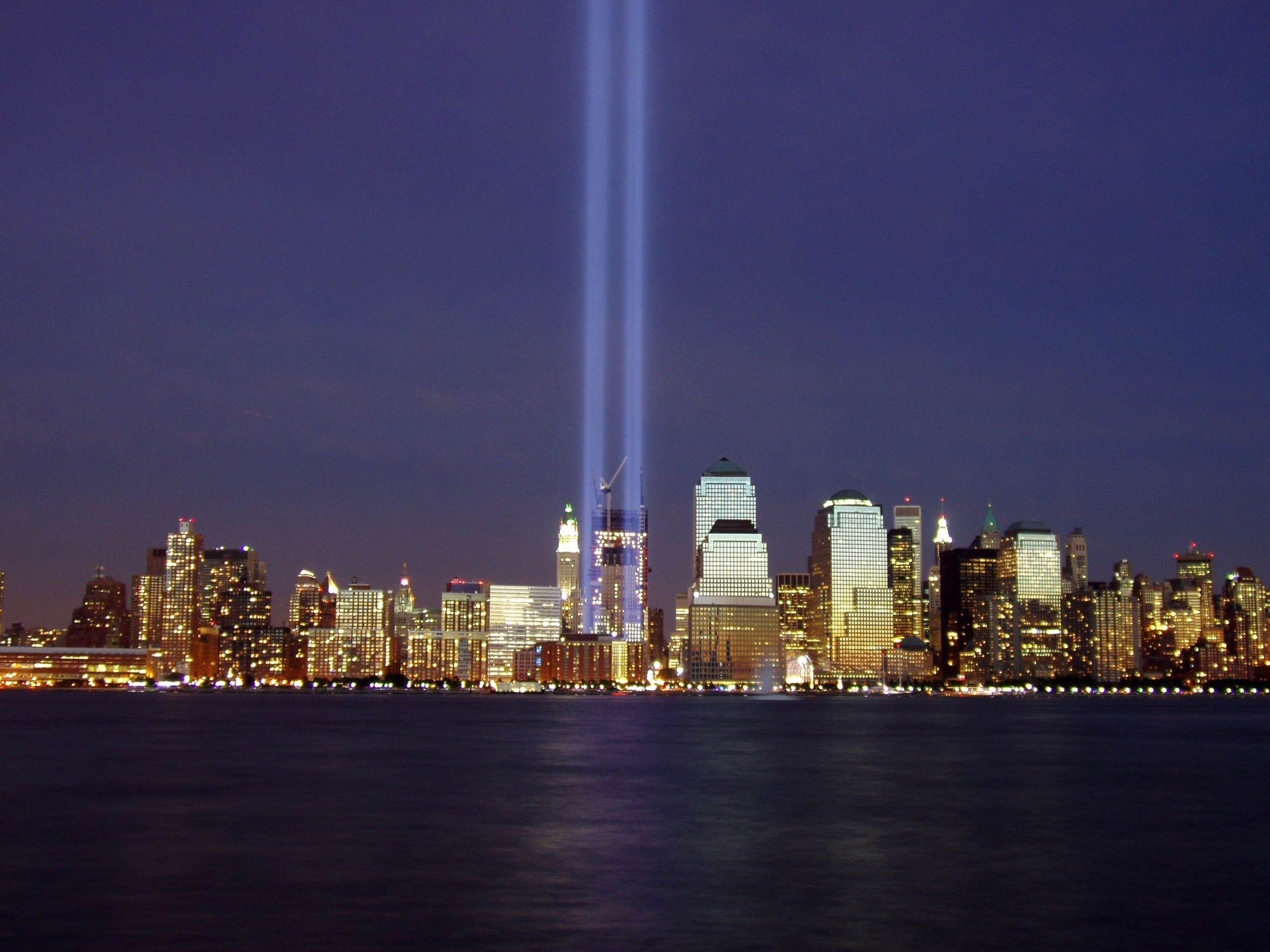
In memoriam. Fénypászták a WTC helyén

- (angolul) Animáció a Pentagon elleni támadásról
- (angolul) AirDisaster.com – video of the World Trade Center crashes
- (angolul) 9/11 Timeline – Chronology of events according to 9/11 Commission Report presented in 4-way split screen.
- (angolul) CNN.com – First plane hits World Trade Center
- (angolul) CNN.com – Second plane hits World Trade Center
- (angolul) CNN.com – Exclusive video of plane crashing into WTC
- (angolul) CNN.com – Video shows second WTC attack
- (angolul) New York 1 channel coverage
- (angolul) Various TV news coverage on Putfile.com
- (angolul) 9/11 Tribute Video. YouTube
- (magyarul) Echo TV Világpanoráma 9/11 összegzése

### Fényképek
- 911DigitalArchive.org – 'The September 11 Digital Archive: Saving the Histories of September 11th, 2001' (in partnership with the Library of Congress)
- Cruzate.com – Original footage of the WTC attacks] – 'World Trade Center – 11th September 2001' (videos, pictures and blog from a NYC neighbor)
- Notes about 9/11[halott link]
- Applying logical analysis to the events of 9/11[halott link]
- InteractivePublishing.net – 'Screenshot Archive of Online News Sites September 11'
- Internet-esq.com – World Trade Center Photos by Robert Swanson of the World Trade Center tragedy of 9/11/01
- Time.com Archiválva 2011. április 26-i dátummal a Wayback Machine-ben – 'Shattered: a remarkable collection photographs', James Nachtwey

### Megemlékezések
- Személyes emlékek 9/11-ről